# Tagebuch eines Verschollenen
Tagebuch eines Verschollenen (tschechischer Originaltitel: Zápisník zmizelého, JW V/12) ist ein Liederzyklus für Tenor, Alt und drei Frauenstimmen mit Klavier von Leoš Janáček auf einen Text von Josef (Ozef) Kalda. Er entstand in den Jahren 1917 bis 1919 und wurde am 18. April 1921 in der Reduta in Brünn uraufgeführt.

## Inhalt
Der Liederzyklus handelt von der Liebe des wohlhabenden Bauernsohns Janíček zur Zigeunerin Zefka. Janíček weigert sich, das von seinem Vater ausgesuchte Mädchen zu heiraten. Als Zefka schwanger wird, löst er sich endgültig von den Zwängen der Gesellschaft und beginnt mit seiner Geliebten ein neues Leben in der Natur. Für seine Familie ist er verschollen. Einige Tage nach seinem Verschwinden werden in seiner Kammer Aufzeichnungen mit kleinen Gedichten entdeckt, die sein Geheimnis enthüllen.

## Gestaltung
Die Lieder geben indirekt und stilisiert das Gefühlsleben des Komponisten selbst wieder. Sie enthalten sehr persönliche Monologe und Dialoge, die von Naturbeschreibungen durchsetzt sind. Die Musik verwendet die für Janáček typischen „Sprechmotive“. Sie sind hier aber weniger deutlich zu erkennen als in seinen Opern. Die Struktur wirkt traditioneller, da sich die Musik eng an die metrischen und rhythmischen Vorgaben der Textdichtung hält. Die Gesangslinien sind in einen höchst raffinierten und detailreichen Klaviersatz eingebettet. Es gibt einige Anklänge an die Folklore, doch verzichtet Janáček auf direkte Zitate von Volksliedern oder „Zigeunermusik“.

## Werkgeschichte
Janáček komponierte den Liederzyklus zwischen dem 9. August 1917 und dem 11. November 1919 auf einem Text, der am 14. und 21. Mai 1916 mit dem Hinweis „aus der Feder eines Autodidakten“ in den Sonntagsausgaben der Tageszeitung Lidové noviny veröffentlicht worden war. Die Zeitung schrieb dazu:

„In einem Gebirgsdorf Ostmährens verschwand vor einiger Zeit J. D., ein ordentlicher, arbeitsamer Bauernbursche, die einzige Hoffnung seiner Eltern. Man vermutete zunächst ein Unglück oder ein Verbrechen. Erst einige Tage später wurden in seiner Kammer Aufzeichnungen gefunden, die das Geheimnis des Verschwundenen enthüllten. Die Papiere enthielten kleine Gedichte. […] Ihres rührenden Herzenstones und dichterischen Wertes wegen verdienen sie, dem Staub der Gerichtsakten entrissen zu werden.“

Die Autorschaft des Textes wurde erst 1997 geklärt, als ein Brief Janáčeks an Antonín Matula vom 8. Juni 1916 entdeckt wurde, der den Namen des Textdichters Ozef Kalda (1871–1921) enthielt. Die frühere Vermutung des Philologen František Travníček, es habe sich um einen Jan Misárek gehandelt, ist somit widerlegt.
Ein Jahr später, unter dem Eindruck seiner Liebe zu der schönen und sehr viel jüngeren Kamila Stösslová (bei ihrer ersten Begegnung war er 62 Jahre alt, sie noch nicht 27), entschloss sich Janáček, den Text zu vertonen. Die Fertigstellung verzögerte sich allerdings, da er zu dieser Zeit an der Orchester-Rhapsodie Taras Bulba und an der Oper Die Ausflüge des Herrn Brouček arbeitete. Obwohl er Kamila bereits am 11. März 1919 über die Vollendung der Lieder informierte („Deine Liederchen über deine Zigeunerin sind beendet“), trägt das Lied XVI einen Vermerk vom 11. November 1919. Mehrere Briefe Janáčeks an Kamila enthalten Hinweise auf den Liederzyklus. Noch am 24. Dezember 1927 schrieb er, dass er darin stets an sie gedacht habe: „Du warst mir diese Sefka.“
Der Liederzyklus wurde mehrfach in die deutsche Sprache übersetzt. Die erste stammt von Max Brod aus dem Jahr 1921 und ist wie das Original in Reimen versifiziert. Spätere Fassungen sind entweder wörtliche Übertragungen oder versuchen, die Brod’sche Übersetzung stärker an die Vorlage anzunähern.
Die Uraufführung fand am 18. April 1921 in der Reduta in Brünn statt. Es sangen Karel Zavřel (Tenor) und Ludmila Kvapilová-Kudláčková (Alt), begleitet von Břetislav Bakala am Klavier.
Weitere erwähnenswerte Aufführungen waren:
- 21. September 1922: Berlin – Karel Zavřel (Tenor); Felix Petyrek, Klavier.
- 27. Oktober 1922: London.
- 28. Oktober 1926: Laibach – szenische Version von Ota Zítek; Zdeněk Knittl (Tenor), Vilma Thierry (Alt), Antonín Balatka (Klavier).
- 26. Juni 1945: Pilsen – Orchesterfassung von Ota Zítek und Václav Sedláček.
- 14. Januar 1951: Opernhaus Leipzig – szenische Version und Instrumentation von Ernst Richter mit dem Titel Vorspiel zur Oper „Das schlaue Füchslein“ unter Benutzung des „Tagebuch eines Verschollenen“ und der Volkslieder von Leoš Janáček.
- 1986: London – szenische Aufführung der English National Opera; Regie: David Pountney; Arthur Davies (Tenor), Jane Rigby (Mezzosopran), Paul Crossley (Klavier).
- 7. April 1999: Amsterdam – Kammerorchesterfassung von Gert van Keulen; Christoph Homberger (Tenor), Helena Rasker (Alt), Schönberg-Ensemble, Leitung: Reinbert de Leeuw; auch am 14. April 1999 in Winterthur.
- 7. November 2014: Werkstatt der Staatsoper im Schillertheater Berlin – szenische Aufführung, verschränkt mit Poulencs La voix humaine; Regie: Isabel Ostermann; Benedikt Kristjánsson (Tenor), Carolin Löffler (Sopran), Günther Albers (Klavier);[4] Wiederaufnahme (mit beiden Werken nacheinander) im März 2017 mit Juliane Banse (Sopran); im April 2018 im Kleinen Haus des Staatstheaters Braunschweig wieder mit Carolin Löffler.[5]
- 3. Juli 2019: Produktion des Muziektheater Transparant Antwerpen beim Armel Opera Festival aus dem Müpa Budapest – szenische Aufführung mit Zusatzwerken von Annelies Van Parys; Regie: Ivo van Hove; Andrew Dickinson (Tenor), Andrew Dickinson (Mezzosopran), Wim van der Grijn (Schauspieler), Jonathan Ware (Klavier); Live-Übertragung als Videostream bei Arte Concert.[6]

## Texte
Im Folgenden sind neben dem tschechischen Originaltext die deutschen Übertragungen von Max Brod aufgeführt.

### I. „Potkal jsem cigánku“ – „Ich traf eine junge Zigeunerin“
Tenor und Klavier
  Potkal sem mladou cigánku,

  nesla se jako laň,

  přes prsa černé lelíky

  a oči bez dna zhlaň.

  Pohledla po mně zhluboka,

  pak vznesla sa přes peň,

  a tak mi v hlavě ostala

  přes celučký, celučký deň.
  Ich traf eine junge Zigeunerin,

  leicht schritt sie wie ein Reh,

  schwarz auf der Brust die Zöpfe,

  das Auge ein finstrer See.

  So hat sie tief mich angeblickt,

  bis flink sie davon sprang

  und blieb mir so im Kopf zurück

  wohl Nacht und Tag lang.

### II. „Ta černá cigánka“ – „Ist sie noch immer da“
Tenor und Klavier
  Ta černá cigánka

  kolem sa posmětá.

  Proč sa tady drží,

  proč nejde do světa?

  Byl bych snad veselší,

  gdyby odjít chtěla;

  šel bych sa pomodlit

  hnedkaj do kostela.
  Ist sie noch immer da,

  diese Zigeunerin,

  geht sie noch nicht weiter,

  nicht in die Welt hinaus?

  Wohl war’s ein Glück für mich,

  wollt’ sie abseits treten;

  gleich war’ ich fröhlich

  und ging zur Kirche beten.

### III. „Svatojánské mušky“ – „Wie der Glühwürmchen Spiel“
Tenor und Klavier
  Svatojanské mušky tančija po hrázi,

  gdosi sa v podvečer podle ní prochází.

  Nečekaj, nevyjdu, nedám já sa zlákat,

  mosela by po téj má maměnka plakat.

  Měsíček zachodí, už nic vidět není,

  stojí gdosi stojí v našem záhumení.

  Dvoje světélka zářija do noci.

  Pane Bože, nedaj! Stoj mi ku pomoci!
  Wie der Glühwürmchen Spiel am Heckenrand sich breitet,

  und ein Schritt langsam den Heckenrand abschreitet.

  Warte nicht, warte nicht, wirst mich nicht erlauern,

  ach wie sehr müßt’ nachher meine Mutter trauern.

  Dunkel die Nacht und das Herz in bangen Sorgen,

  jemand steht bei unserer Scheune wohl verborgen.

  Glühn zwei Augen und wollen mich hinleiten.

  Du mein Gott, erlaub’s nicht! Steh mir treu zur Seite!

### IV. „Už mladé vlaštůvky“ – „Zwitschern im Nest schon die Schwalben“
Tenor und Klavier
  Už mladé vlaštúvky ve hnízdě vrnoží,

  ležal sem celú noc jako na trnoži.

  Už sa aj svítání na nebi patrní,

  ležal sem celú noc jako nahý v trní.
  Zwitschern im Nest schon die Schwalben so morgendlich,

  ach und die ganze Nacht lag wie in Dornen ich.

  Nun schon das Morgenrot, lieblicher Sonnenhusch,

  ach und die ganze Nacht nackt ich im Dornenbusch.

### V. „Těžko sa mi oře“ – „Heut’ ist’s schwer zu pflügen“
Tenor und Klavier
  Těžko sa mi oře,

  vyspal sem sa malo,

  a gdyž sem odespal,

  o ní sa mi zdálo!
  Heut’ ist’s schwer zu pflügen,

  war kein Schlaf zu finden,

  und wie ich doch einschlief:

  da träumt’s nichts als Sünden!

### VI. „Hajsi, vy sivi volci“ – „Heisa! Ihr grauen Ochsen“
Tenor und Klavier
  Hajsi, vy siví volci,

  bedlivo orajte,

  nic vy sa k olšině

  nic neohledajte!

  Ode tvrdéj země

  pluh mi odskakuje,

  strakatej fěrtúšek

  listím pobleskuje.

  Gdo tam na mne čeká,

  nech rači zkamení,

  moja chorá hlava

  v jednom je plameni.
  Heisa! Ihr grauen Ochsen,

  pflügt mir das Feld geschickt,

  nicht nach den Erlen dort,

  nicht mir zurückgeblickt!

  Springt der Pflug zurück

  von harten Ackerschollen,

  was für ein Kopftuch dort,

  möchtet ihr wissen wollen?

  Wollt’ doch, wer dort wartet,

  wollt’ gleich zu Staub vergehn,

  weh mir, weh den Sinnen,

  wenn sie in Flammen stehn.

### VII. „Ztratil jsem kolíček“ – „Wo ist das Pflöcklein hin“
Tenor und Klavier
  Ztratil sem kolícek,

  ztratil sem od nápravy,

  postojte volečci, postojte,

  nový to vyspraví.

  Půjdu si pro něho

  rovnú ja do seče.

  Co komu súzeno,

  tomu neuteče.
  Wo ist das Pflöcklein hin,

  das Pflöcklein von der Pflugschar?

  Ihr Öchslein, haltet mir!

  Muß mir ein neues schaffen.

  Gradaus geh ich,

  vom Erlbusch hol ich’s her,

  flieh, wenn das Schicksal ruft,

  und doch entfliehst du nimmer!

### VIII. „Nehled’te, volečci“ – „Seht nicht, ihr Öchselein“
Tenor und Klavier
  Nehled’te, volečci,

  tesklivo k úvratím,

  nebojte sa o mne,

  šak sa vám neztratím!

  Stojí černá Zefka

  v olšině na kraju,

  temné její oči

  jiskrú ligotajú.

  Nebojte sa o mne,

  aj gdyž k ni přikročím,

  dokážu zdorovat

  uhrančlivým očím.
  Seht nicht, ihr Öchselein,

  ängstlich zur Wende hin,

  fürchtet euch nicht um mich,

  da ich doch tapfer bin.

  Steht die schwarze Seffka,

  steht sie am Erlenrand,

  ihre dunklen Augen

  glühn wie Funkenbrand.

  Wenn ich zu ihr trete,

  laßt nur die Bangigkeit,

  bösem Blick, bösem Blick

  trotzt’ ich immer, so auch heut.

### IX. „Vítaj, Janíčku“ – „Sei willkommen, Jan“
Alt, Tenor, drei Frauenstimmen und Klavier
  Alt

  Vítaj, Janíčku,

  vítaj tady v lese!

  Jaksá št’astná trefa

  t’a sem cestú nese?

  Vítaj, Janíčku!

  Co tak tady stojíš,

  bez krve, bez hnutí,

  či snad sa mne bojíš?

  Tenor

  Nemám já sa věru,

  nemám sa koho bát,

  přišel sem si enom

  nákolníček ut’at!

  Alt

  Neřež můj Janíčku,

  neřež nákolníčku!

  Rači si poslechni

  cigánskú pěsničku!

  Frauenstimmen

  Ruky sepjala,

  smutno zpívala,

  truchlá pěsnička

  srdcem hýbala.
  Alt

  „Sei willkommen, Jan,

  hier im dunklen Hagen!

  Welch ein guter Zufall

  hat dich her verschlagen?

  Mir willkommen, Jan!

  Doch du stehst so lange,

  ohne Blut, ohne Laut.

  Ist dir vor mir bange?“

  Tenor

  „Braucht vor keinem Menschen,

  braucht mir bange sein,

  nur ein Pflockholz zuhaun,

  kam ich zum Wald herein!“

  Alt

  „Laß es, mein liebster Jan,

  mußt kein Messer schwingen!

  Hör mein Lied, hör es an,

  wie’s die Zigeuner singen!“

  Frauenstimmen

  Hand an Hand gefügt

  sang sie trauervoll,

  und das düstre Lied

  süß ins Herz ihm schwoll.

### X. „Bože, dálny, nesmrtelný“ – „Gott dort oben, sag, warum nur“
Alt, drei Frauenstimmen und Klavier
  Alt

  Bože dálný, nesmrtelný,

  proč’s cigánu život dal?

  By bez cíle blúdil světem,

  štván byl jenom dál a dál?

  Rozmilý Janíčku,

  čuješ-li skřivánky?

  Přisedni si přeca podlevá cigánky!

  Frauenstimmen

  Smutná pešnička srdcem hýbala.

  Alt

  Bože mocný! Milosrdný!

  Než v pustém světě zahynu,

  daj mi poznat, daj mi cítit!

  Frauenstimmen

  Smutná pěsnička srdcem hýbala.

  Alt

  Pořád tady enom jak solný slp stojíš,

  všecko mi připadá, že sa ty mne bojíš.

  Přisedni si blížej, ne tak zpovzdaleka,

  či t’a moja barva preca enom laká?

  Nejsu já tak černá jak sa ti uzdává,

  gde nemože slnce, jinší je postava!

  Frauenstimmen

  Košulku na prsoch

  krapečku shrnula,

  jemu sa všecka krev

  do hlavy vhrnula.
  Alt

  Gott dort oben, sag, warum nur

  schufst du das Zigeunerblut?

  Endlos hetzt man’s, endlos jagt man’s

  und kein Ort zur Rast uns gut?

  „Hast du geträumt, mein Jan,

  horchst auf die Lerchen hin?“

  „Setz dich doch ein Weilchen zu der Zigeunerin!“

  Frauenstimmen

  Und das düstre Lied süß ins Herz ihm schwoll.

  Alt

  Gott dort oben, Allerbarmer!

  Laß, eh ich in der Welt vergeh,

  Laß mich wissen, laß mich fühlen!

  Frauenstimmen

  Und das düstre Lied süß ins Herz ihm schwoll.

  Alt

  Stehst ja wie aus Stein da, blickst als wie im Fieber.

  Siehst fast wie Fürchten aus, und vor mir, du Lieber?

  Nicht so ganz vom Weiten, kannst dich näher strecken.

  ’S ist wohl meine Farbe? Ja, die muß dich schrecken!

  Bin ich dir zu dunkel, deinem Aug ein Graus?

  Wo die Sonn’ nicht hinscheint, seh ich anders aus!

  Frauenstimmen

  Zog von der Brust sie sacht,

  zog sie ihr Hemdlein weg,

  Und all sein warmes Blut stürzt’ ihm

  zu Kopf vor Schreck.

### XI. „Táhne vůňa k lesu“ – „Von der Heidin Wangen Zauberduft“
Tenor, Alt und Klavier
  Tenor

  Tahne vůňa k lesu z rozkvetlé pohanky.

  Alt

  Chceš-li Janku vidět,

  jak spija cigánky?

  Tenor

  Halúzku zlomila, kámeň odhodila;

  Tož už mám ustlané, v smíchu prohodila.

  Alt

  Zem je mi za polštář,

  nebem sa přikrývám,

  a rosú schladlé ruce

  v klíně si zahřívám.

  Tenor

  V jedné sukénce

  na zemi ležala

  a moja poctivost’

  pláčem usedala.
  Tenor

  Von der Heidin Wangen Zauberduft weht so zart.

  Alt

  „Willst mich schlafen sehen,

  ganz nach Zigeunerart?“

  Tenor

  Räumt’ sie ein Steinchen weg,

  einen Ast zur Seite:

  Alt

  „Schon ist das Bett gemacht,

  schon zur Nacht bereitet!

  Polster der Waldboden, Decke des Himmels Zier,

  und kühlt der Tau die Hände, wärm ich im Schoß sie mir.“

  Tenor

  Trug ein Röckchen nur,

  lag auf dem Boden dort,

  ach wie jammernd wich

  meine Keuschheit fort.

### XII. „Tmavá olšinka“ – „Dunkler Erlenwald“
Tenor und Klavier
  Tmavá olšinka,

  chladná studénka,

  černá cigánka,

  bílé kolénka:

  nato štvero, co živ budu,

  nikdy já už nezabudu.
  Dunkler Erlenwald,

  Brünnlein wunderkalt,

  schwarz das Heidenkind,

  weiß die Knielein sind:

  Diesen vieren nie entrinnen,

  nie vergessen kann mein Sinnen.

### XIII. (ohne Text)
Klavier solo

### XIV. „Slunéčko se zdvihá“ – „Sonn’ ist aufgegangen“
Slnéčko sa zdvihá,

  stín sa krátí.

  Oh! Čeho sem pozbyl,

  gdo mi to navrátí?
  Sonn’ ist aufgegangen,

  Nebel schweben.

  Ach, was ich verloren,

  wer kann’s mir wiedergeben?

### XV. „Moji siví volci“ – „Meine grauen Ochsen“
Tenor und Klavier
  Moji siví volci,

  co na mne hledíte?

  Esli vy to na mne,

  esli vy povíte!

  Nebudu já biča

  na vás šanovat,

  budete to potem,

  budete banovat!

  Nejhorší však bude,

  vráťa sa k polednu,

  jak já jen maměnce

  do očí pohlednu!
  Meine grauen Ochsen,

  steht nur und seht mich an.

  Wenn ihr mich verratet,

  wärt ihr mir übel dran.

  Wenn ihr es saget,

  die Peitsche schon’ ich nicht,

  zahlt ihr mit Schweiß und Müh,

  was ihr mir angericht’!

  Aber das Schwerste ist,

  ob ich zu Mittag dann,

  ob ich der Mutter zuhaus

  ins Gesicht schaun kann!

### XVI. „Co jsem to udělal“ – „Was hab’ ich da getan“
Tenor und Klavier
  Co sem to udělal?

  Jaká to vzpomněnka!

  Gdyž bych já měl pravit

  cigánce maměnka.

  Cigánce maměnka,

  cigánu tatíček,

  rači bych si uťal

  od ruky malíček!

  Vyletěl skřivánek,

  vyletěl z ořeší,

  moje truchlé srdce

  nigdo nepotěší.
  Was hab’ ich da getan?

  Träume ich, wache ich?

  Nennt die Zigeunerfrau

  wirklich ihr „Söhnchen“ mich?

  Soll’n sie mir Eltern sein,

  mir das Zigeunerpaar?

  Lieber mir ein Messer

  lieber ins Herzblut klar!

  Flog eine Lerche auf,

  flog mit hellem Singen,

  meiner Herzenstrauer

  ist kein Trost zu bringen.

### XVII. „Co komu súzeno“ – „Flieh, wenn das Schicksal ruft“
Tenor und Klavier
  Co komu súzeno,

  tomu neuteče.

  Spěchám já včil často

  na večer do seče.

  Co tam chodím dělat?...

  Sbírám tam jahody.

  Lísteček odhrňa,

  užiješ lahody.
  Flieh, wenn das Schicksal ruft,

  noch entfloh ihm keiner.

  Abends zu den Erlen

  eil’ ich im Mondscheine.

  ’S ist ein Erdbeerplätzchen.

  Hast du’s nicht längst gewußt?

  Streifst du ein Blättlein um,

  kostest du Himmelslust.

### XVIII. „Nedbám já včil o nic“ – „Nichts mehr, nichts mehr denk ich“
Tenor und Klavier
  Nedbám já včil o nic,

  než aby večer byl,

  abych si já s Zefkú

  celú noc pobyl.

  Povšeckým kohútom

  hlavy bych zutínal,

  to aby žádný z nich

  svítání nevolal.

  Gdyby chtěla noc

  na věky trvati,

  abych já na věky mohl milovati.
  Nichts mehr, nichts mehr denk ich,

  wünsch nur den Abend her,

  daß ich schon bei Seffka

  die Nacht lang wach wär’!

  Allen den Hähnen rings

  möcht ich den Kopf abhaun.

  Rufen das Morgenrot,

  und ich will’s nie mehr schaun!

  Ewig Nacht fortan,

  ewig geblieben,

  denn alle Ewigkeit

  will ich nichts als lieben.

### XIX. „Letí straka letí“ – „Wie die Elster wegfliegt“
Tenor und Klavier
  Letí straka letí,

  křídlama chlopotá,

  ztratila sa sestře

  košulenka z plota.

  Gdo jí ju ukradl,

  aj, gdyby věděla,

  věckrát by se mnú

  řečňovat nechtěla.

  Oh, Bože, rozbože,

  jak sem sa proměnil,

  jak jsem své myšlenky

  ve svém srdci změnil.

  Co sem sa modlíval,

  už sa hlava zbyla,

  jak gdyby sa pískem

  zhlybeň zařútila!
  Wie die Elster wegfliegt,

  hurtig ihr Flügelschlag.

  Von der Schwester Zaun

  verschwand ein Hemd am hellen Tag.

  Wenn es die Schwester wüßt,

  wer so gut stehlen kann,

  spräch sie kein Wort mehr,

  schaute mich nie mehr an.

  Herr, meine Seele, wie

  anders mein Leben jetzt,

  seit die Sündenliebe

  mir das Herz besetzt!

  Wie ich gebetet hab,

  wie den Kopf zerrüttet!

  Jetzt ist er ein Abgrund,

  voll mit Sand geschüttet!

### XX. „Mám já panenku“ – „Hab ein Jüngferlein“
Tenor und Klavier
  Mám já panenku,

  ale po kolenka

  už sa jí zdvíhá

  režná košulenka.
  Hab ein Jüngferlein,

  die ist hoch hoch hoch zu loben.

  Um den Gürtel hin

  ist ihr Rock Rock Rock gehoben.

### XXI. „Můj drahý tatíčku“ – „Vater, dem Tag’ fluch ich“
Tenor und Klavier
  Můj drahý tatíčku,

  jak vy sa mýlíte,

  že sa já ožením,

  kterú mi zvolíte.

  Každý, kdo pochybil,

  nech trpí za vinu;

  svojemu osudu

  rovněž nevyminu!
  Vater, dem Tag’ fluch ich,

  der Euch den Irrtum nimmt,

  daß ich die Braut nehme,

  die Ihr mir zubestimmt.

  Jedem, der fehlte, folgt

  Buße und Klagen.

  Vater, so muß auch ich,

  muß mein Schicksal tragen!

### XXII. „S Bohem, rodný kraju“ – „Leb denn wohl, Heimatland“
Tenor und Klavier
  S Bohem, rodný kraju,

  s Bohem, má dědino!

  Navždy sa rozlúčit,

  zbývá mi jedino.

  S Bohem, můj tatíčku,

  a i Vy, maměnko,

  S Bohem, má sesřičko,

  mých očí pomněnko!

  Ruce Vám obtúlám,

  žádám odpuštění,

  už pro mne návratu

  žádnou cestou není!

  Chci všecko podniknút,

  co osud poručí!

  Zefka na mne čeká,

  se synem v náručí!
  Leb denn wohl, Heimatland,

  leb denn wohl, Heimatsort!

  Übrig blieb dies allein,

  übrig dies Abschiedswort.

  Lieber Vater, grollet nicht,

  und auch Ihr, Mütterlein,

  und leb wohl, Schwester mein,

  du meiner Augen Licht!

  Könnt’ ich nur einmal noch

  könnt’ euch küssen und abbitten.

  Doch kein Weg führt zurück

  meinen traurigen Schritten!

  Was bestimmt, trag ich nun,

  trag es in Not und Harm,

  Seffka steht, wartet schon

  und mein Sohn ihr im Arm!

## Bearbeitungen
Es gibt mehrere Bearbeitungen für andere Besetzungen:
- 1943: Ota Zítek und Václav Sedláček
 für Orchester: 3 Flöten, 3 Oboen, 3 Klarinetten, 2 Fagotte – 4 Trompeten, 2 Hörner, 3 Posaunen, Tuba – Pauke, Schlagzeug, Harfe – Streicher
 Bärenreiter, Kassel 1958 (DP 2024, AP 1178)
- 1999: Geert van Keulen
 für Kammerorchester: 2 Flöten/Piccolo, 2 Oboen/Englischhorn, 2 Klarinetten, Fagott, Kontrafagott – 2 Trompeten, 2 Hörner, 2 Posaunen – Schlagzeug, Celesta, Harmonium – Harfe – 2 Violinen, Viola, Violoncelle, Kontrabass
 EA Amsterdam, April 1999
 Donemus, Amsterdam 2003
- 2003: Miloš Štědroň und sein Sohn Miloš Orson Štědroň
 für Kammerorchester
 geplant bei Bärenreiter, Kassel
- 2006: Gustav Kuhn
 für großes Orchester: 4 Flöten (auch 2 Piccoloflöten), 2 Oboen, Englischhorn, 3 Klarinetten (auch Bassklarinette), 4 Fagotte (auch Kontrafagott), 4 Hörner, 4 Trompeten, 4 Posaunen, Tuba, Piatti, Schlagzeug, Celesta, Orgel, Xylophon, 2 Harfen, Streicher
 EA 26. Januar 2007 im Palais Garnier Paris mit Béla Bartóks Herzog Blaubarts Burg Verlag Peters, Frankfurt 2007
- 2011: Zeev Steinberg
 für acht Instrumente: Violine, Viola, Violoncello, Flöte, Oboe, Klarinette, Horn, Harfe
- 2017: Johannes Schöllhorn
 für Sopran, Mezzosopran, Klavier, Harfe, 3 Schlagzeuger und Streichorchester (5.5.4.3.2.)
 UA 23. März 2018 in Berlin vom Ensemble Resonanz unter Emilio Pomàrico

Die Nummer XIV des Zyklus zitierte Gideon Klein 1939/40 im dritten Satz seines Divertimentos.

## Aufnahmen
Der Liederzyklus Tagebuch eines Verschollenen ist vielfach auf Tonträger erschienen. Das Lexikon auf leos-janacek-lexch.org nennt 21 Audio- und einige Video-Aufnahmen der Originalfassung im Zeitraum von 1944 bis 2020 sowie mehrere Aufnahmen der verschiedenen Bearbeitungen.
- 1944: Josef Válka, Ružena Hořáková, Josef Páleníček; Esta P, Supraphon P
- 1950: Andrew Bielecky, ?, Gerald Moore; His Masters Voice P, RCA LP m
- 1954: Ernst Haefliger, Cora Canne Meyer, Felix de Nobel, deutsch; Philips LP m, Epic LP m; GALA CD
- 1956: Beno Blachut, Štěpánka Štěpánová, Josef Páleníček; Studioaufnahme; Supraphon LP m, SU 0022-2 201[7]:7436
- 1969: TV-Film, Tschechoslowakisches Fernsehen, Autor: Václav Kašlík
- 1970: Miroslav Frydlewicz, Věra Soukupová, Kuhn Chorus Prague, Radoslav Kvapil; Studioaufnahme; Panton LP[7]:7433
- 1971: Robert Tear, Elizabeth Bainbridge, Philip Ledger, englisch; Argo LP st
- 1971: Matti Juhani Piipponen, Waltraud Pusch, Ute Starke, deutsch; Da Camera Magna LP m
- 1977: Vilém Přibyl, Libuše Marová, Josef Páleníček; Supraphon LP st
- 1977: Peter Schreier, Gertrud Lahusen-Oertel, Berliner Solisten, Marián Lapšanský; deutsch; Studioaufnahme; Eurodisc 1 LP, Eterna LP st, Berlin Classics CD[7]:7434
- 1979: Peter Keller, Clara Wirz, Mario Venzago; Accord LP st, CD
- 1979: TV-Film, Tschechoslowakisches Fernsehen, Autor: Jaromil Jireš. Darsteller: Ivan Lutňanský und Iva Bittová
- 1983: Grayson Hirst, Shirley Love, Anton Kubalek; Arabesque LP st, CD
- 1984: Nicolai Gedda, Věra Soukupová, Frauenkammerchor des Prager Radios, Josef Páleníček; Studioaufnahme; Supraphon LP st, SU 0022-2 201[7]:7438
- 1994: Leo Marian Vodička, Jitka Zerhauová, Radoslav Kvapil; Panton CD
- 1995: Philip Langridge, Jane Rigby, Graham Johnson; Forlane CD
- 1998: Petr Straka, Dagmar Pecková, Marián Lapšanský; Studioaufnahme; Supraphon SU 3378-2 931 (1 CD)[7]:7450
- 2001: Ian Bostridge, Ruby Philogene, Thomas Adès; mit früheren Fassungen der beiden Lieder Nr. X und XIV; Studioaufnahme; EMI CDC 5 57219 2[7]:7437
- 2004: mit Ian Bostridge und Thomas Adès, Regie und Szenarium: Dennis Marks, BBC und Tschechisches Fernsehen
- 2006: Stephen Ng, Andrea Marie Baiocchi; Clear Note CD
- 2012: Lars David Kellner, LC 05699 CD; Einspielung von XIII (Klavier solo) nach der ältesten Quelle; live aus dem Gasteig München; auch als Video
- 2019: Nicky Spence, Václava Housková, Julius Drake; Hyperion CD
- 2019: Produktion des Muziktheater Transparant Antwerpen beim Armel Opera Festival aus dem Müpa Budapest; mit Zusatzwerken von Annelies Van Parys; Regie: Ivo van Hove; mit Andrew Dickinson (Tenor), Andrew Dickinson (Mezzosopran), Wim van der Grijn (Schauspieler), Jonathan Ware (Klavier); Videostream bei Arte Concert[6]
- 2019: Pavol Breslik (Tenor), Robert Pechanec (Klavier), Ester Pavlu (Mezzosopran), Dominika Hanko (Sopran), Zuzana Marczelová (Sopran), Mária Kovács (Mezzosopran); Orfeo 4 011 790 989129 (CD)[8]

Orchesterfassung von Ota Zítek und Václav Sedláček
- 1963: Ernst Haefliger, Kay Griffel, Symphonie-Orchester und Frauenchor des Bayerischen Rundfunks, Rafael Kubelík, deutsch; Studioaufnahme; DGG LP m, DGG CD 028946367223[7]:7435
- 1987: Philip Langridge, Brigitte Balleys, Berliner Philharmoniker, Damen des RIAS Kammerchores Berlin, Claudio Abbado; DGG CD[7]:7439
- 1990: Tonald Hamilton, Elsbieta Ardam, Orchestre Royal de la Monnaie Brüssel, Sylvain Cambreling; Ricercar CD
- 2003: Johannes Chum, Andrea Szántó, Symphonieorchester Vorarlberg, Christoph Eberle, deutsch; ORF CD (Bregenzer Festspiele)

Kammerorchesterfassung von Geert van Keulen
- 1999: Christoph Homberger, Helena Rasker, Schönberg Ensemble, Reinbert de Leeuw; Etcetera CD

Kammerorchesterfassung von Johannes Schöllhorn
- 2018: Agata Zubel, Christina Daletska, Ensemble Resonanz, Emilio Pomàrico; Mitschnitt der Uraufführung